# Luanda
Luanda je glavni i najveći grad Angole te njezin najvažniji gospodarski centar. Smješten na obali Atlantskog oceana, grad se u novije vrijeme obnavlja nakon angolskog građanskog rata (1975. – 2002.) i brzo izgrađuje.
Prema procjeni iz 2007., Luanda je imala 4.799.432 stanovnika.

## Povijest
Luandu je 1575. osnovao portugalski pomorac Paulo Dias de Novais i nazvao ju São Paulo de Loanda. Godine 1618. Portugalci su sagradili tvrđavu Fortaleza São Pedro da Barra, a 1634. tvrđavu Fortaleza de São Miguel. Od 1627. je Luanda administrativni centar portugalske kolonije Angole. Između 1640. i 1648. gradom su vladali Nizozemci i nazvali ga Fort Aardenburgh.
Do 1836. je Luanda bila glavni centar portugalske trgovine robovima između Afrike i Brazila. Brazilski su trgovci u to vrijeme imali velik utjecaj u Luandi. Od 1844. je Luanda otvorena za trgovinu svim stranim brodovima te se razvila u jedan od najvećih gradova u svim portugalskim kolonijama. Značajna je bila trgovina palminim uljem, drvom, bjelokošću, pamukom, kavom i kakaom. Godine 1889. sagrađen je vodovod. Luanda je postala moderan kozmopolitski grad sa stanovništvom raznih narodnosti, te se često nazivala "Afrički Pariz".
Godine 1975. Angola je stekla nezavisnost, a Luanda je postala njezin glavni grad. Većinu stanovništva Luande činili su Europljani, najviše potomci Portugalaca. Angolu je pogodila politička nestabilnost i građanski rat koji je trajao od 1975. do 2002. i gospodarski uništio zemlju. Velika većina Portugalaca iselila je zbog rata. U Luandu se naseljava lokalno afričko stanovništvo koje u većini slučajeva ne zna upravljati gradskim gospodarstvom i infrastrukturom, tako da gospodarsko značenje grada brzo slabi. Sam grad nije nastradao u ratu, ali se zbog nestabilnosti nije mogao razvijati. Nakon završetka rata 2002. dolazi do jačeg gospodarskog razvoja i izgradnje grada. U grad se doseljavaju novi stanovnici, te se broj stanovnika brzo povećava (smatra se da je dostigao 5 milijuna). Novi stanovnici grade siromašne četvrti u predgrađu.

## Zemljopis
Luanda je smještena na obali Atlantskog oceana, u zaljevu kojeg od oceana odvaja uski poluotok Ilha do Cabo. Zaljev je dobra prirodna luka. Sam se grad sastoji od dva dijela: Donjeg grada (Baixa de Luanda) uz more i novijeg dijela, Gornjeg grada (Cidade Alta) u višem reljefu u predgrađu. Nedaleko od grada je ušće najveće angolske rijeke Cuanze.
Klima je vruća tropska. Malo je padalina zbog hladne Benguelske morske struje koja teče u Atlantskom oceanu i otežava isparavanje morske vode i nastanak padalina. Od lipnja do rujna skoro ne pada kiša. Zbog Benguelske struje je more hladno za afričke prilike.

## Znamenitosti
U Luandi ima malo kulturno-povijesnih spomenika. Ističe se mauzolej prvog predsjednika Angole Agostinha Neta. U gradu postoje građevine europskog stila koje su gradili Portugalci, kao i novije afričke građevine. Tu su barokna Isusova crkva sagrađena 1636. godine i crkva Gospe od Karmela iz 17. stoljeća s ručno oslikanim stropom i tradicionalnim portugalskim ukrasima azulejosima. Zanimljiva je i "Željezna palača" (Palácio de Ferro), za koju se smatra da ju je projektirao Gustave Eiffel ili netko iz kruga njegovih suradnika.
Na poluotoku Ilha do Cabo postoje brojne pješčane plaže, barovi i restorani te je organiziran noćni život. Na njemu se nalaze i ostaci prve portugalske tvrđave. Unutar tvrđave je ratni muzej Museu Central das Forças Armadas. Značajni su Nacionalni prirodoslovni muzej i Nacionalni antropološki muzej, a znamenit je i gradski karneval organiziran prema brazilskom uzoru.

## Vanjske poveznice
- Službena stranica  Arhivirana inačica izvorne stranice od 16. svibnja 2007. (Wayback Machine) (port.)
- Portal Luande  Arhivirana inačica izvorne stranice od 27. travnja 2009. (Wayback Machine) (port.)